# Rapdalus pardicolor
Rapdalus pardicolor is een vlinder uit de familie van de Houtboorders (Cossidae). De wetenschappelijke naam van de soort werd voor het eerst gepubliceerd in 1879 door Frederic Moore.
De soort komt voor in India, Myanmar, Laos, Thailand, Vietnam, Maleisië, Indonesië (Sumatra), Borneo en Taiwan.